# No Me Compares
«No me compares» es una canción escrita e interpretada por el cantautor español Alejandro Sanz. Fue lanzada como el sencillo principal de su noveno álbum de estudio La música no se toca (2012) y basado en el tema de apertura de la telenovela mexicana de la cadena Televisa Amores verdaderos (2012-2013). La canción fue lanzada para descarga digital el 25 de junio de 2012. En el día del lanzamiento, puso un video lírico en su canal VEVO en YouTube y al final del video, anunció el nombre de su nuevo álbum, La música no se toca. El sencillo fue nominado a Canción del Año y Grabación del Año en la 13.ª Entrega Anual de los Premios Grammy Latinos.

## Información de la canción
La canción es una canción romántica sobre Sanz diciéndole a su amor lo que siente por ella. Al comienzo del estribillo canta "Vengo del aire, Que te secaba a ti la piel, mi amor". También al final del segundo estribillo terminó la parte principal de la canción cantando "Yo soy tu alma, Tú eres mi aire". 

## Video musical
Alejandro Sanz lanzó el video musical en su canal de VEVO el 29 de junio de 2012, cuatro días después de publicar el audio. El video musical fue filmado en Miami. Se trata de los recuerdos de Sanz de su pasado, que están llegando a la orilla. El video comienza pequeño con objetos pequeños y luego se hace cada vez más grande. Durante este tiempo, está obteniendo flashbacks de su infancia interpretados por Fabio Leal y un amor perdido. Al final ella regresa y se alejan el uno con el otro. El director del video fue Ethan Lader, quien también ha dirigido videos para Bruno Mars, Mariah Carey y Jason Derulo.

## Espectáculos en vivo
En el sitio web oficial de Alejandro, anunció que será parte del "Festival Cap Roig 2012" y ofrecerá un concierto. Luego en su página en el sitio web del festival, anunciaron que Alejandro interpretará "No Me Compares" en vivo por primera vez el 18 de agosto en el festival.  Después de eso, interpretó esta música en muchos escenarios, incluida su reciente gira mundial y en la 13.ª Entrega Anual de los Premios Grammy Latinos.

## Versión a dueto
Una versión brasileña-portuguesa, llamada "Não Me Compares", fue lanzada como sencillo solo en Brasil el 1 de diciembre de 2012, con la artista brasileña Ivete Sangalo. El video musical fue lanzado el 18 de diciembre. La canción fue incluida en la versión brasileña de La Música No Se Toca y en la banda sonora de la telenovela Salve Jorge.

## Lista de canciones
- Descarga digital

1. "No Me Compares" - 4:38

- Versión brasileña
- "Não Me Compares" (con Ivete Sangalo) - 5:07

## Rendimiento gráfico

### Gráficos semanales
| Gráfico de fin de año (2012) | Pico <br /> posición |
| ---------------------------- | -------------------- |
| España ( PROMUSICAE )        | 20                   |

## Créditos de la canción
- Productores: Julio Reyes Copello, Alejandro Sanz
- Ingenieros de Grabación: Edgar Barrera, Alejandro Sanz, Julio Reyes Copello
- Mezclada por: Sebastian Krys
- Arreglos y Programación: Julio Reyes Copello
- Guitarras Acústicas: Andres Castro
- Coros: Robert Elias, Jackie Mendez
- Teclados: Julio Reyes Copello
- Piano: Julio Reyes Copello

## Certificaciones
| País   | Organismo certificador | Certificación | Ventas certificadas | Ref.  |
| ------ | ---------------------- | ------------- | ------------------- | ----- |
| Brasil | PMB                    | 3× Diamante   | 180 000             | [ 7 ] |
| España | PROMUSICAE             | Oro           | 30 000              | [ 8 ] |